# Ophioplocus
Genre
Ophioplocus est un genre d'ophiures de la famille des Hemieuryalidae.

## Liste des espèces
Selon World Register of Marine Species (28 mars 2019) :
- Ophioplocus bispinosus H.L. Clark, 1918
- Ophioplocus declinans (Koehler, 1904)
- Ophioplocus esmarki Lyman, 1874
- Ophioplocus giganteus Irimura & Yoshino, 1999
- Ophioplocus hancocki Ziesenhenne, 1935
- Ophioplocus huttoni Farquhar, 1899
- Ophioplocus imbricatus (Müller & Troschel, 1842)
- Ophioplocus incipiens (Koehler, 1922)
- Ophioplocus januarii (Lütken, 1856)
- Ophioplocus japonicus H.L. Clark, 1911
- Ophioplocus marginata (Fell, 1953)

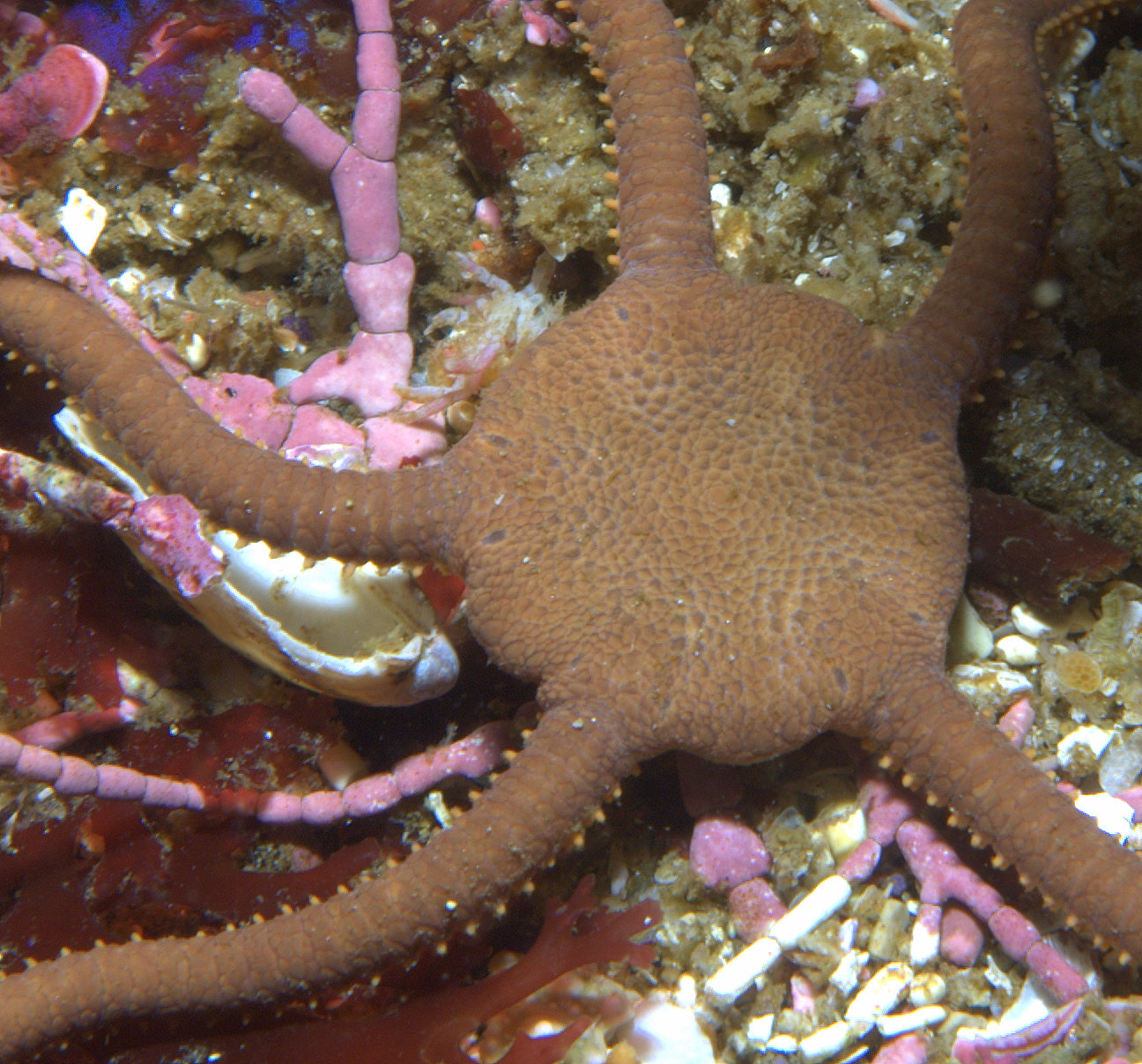
Gros-plan sur le disque central d'une Ophioplocus esmarki

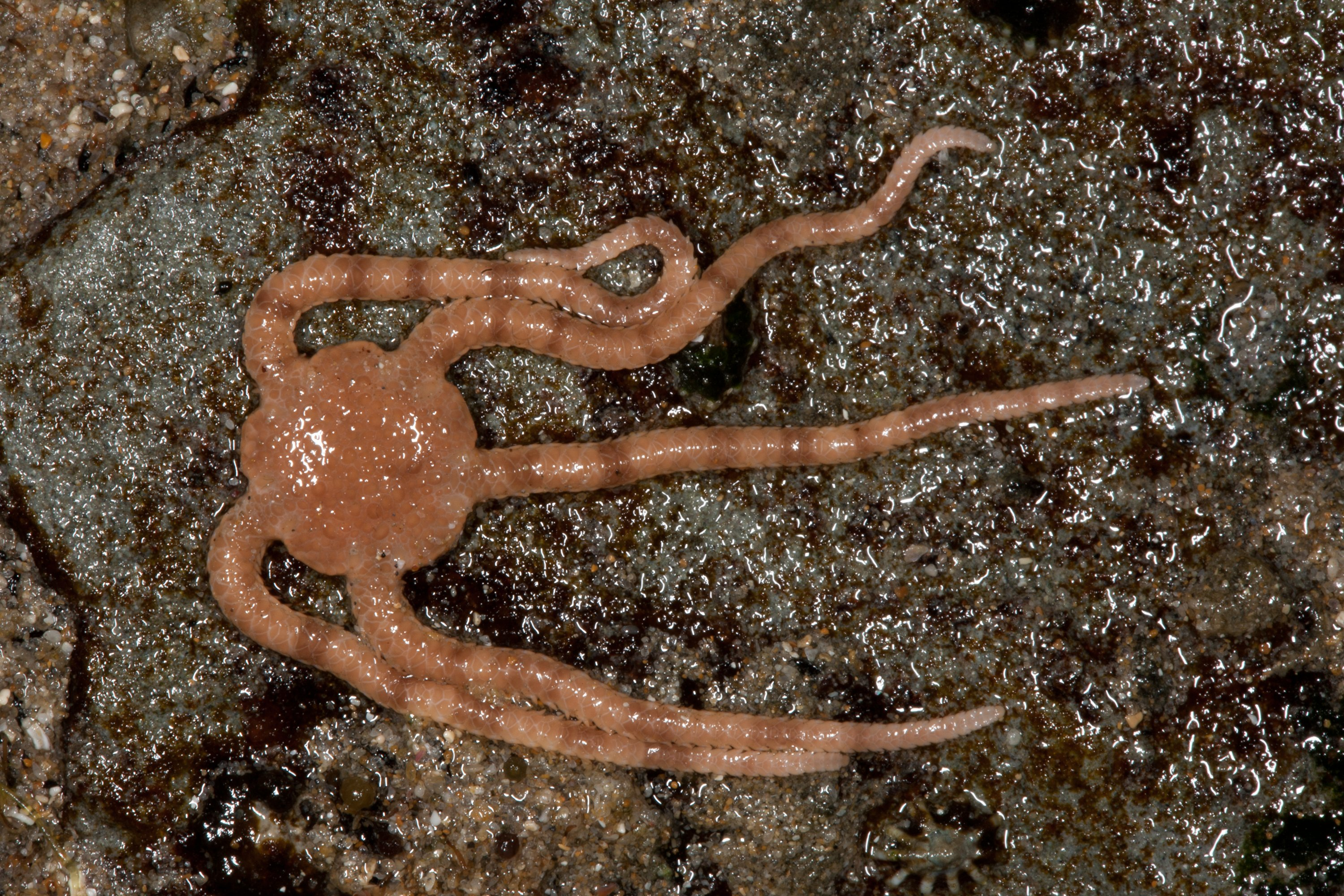
Ophioplocus bispinosa
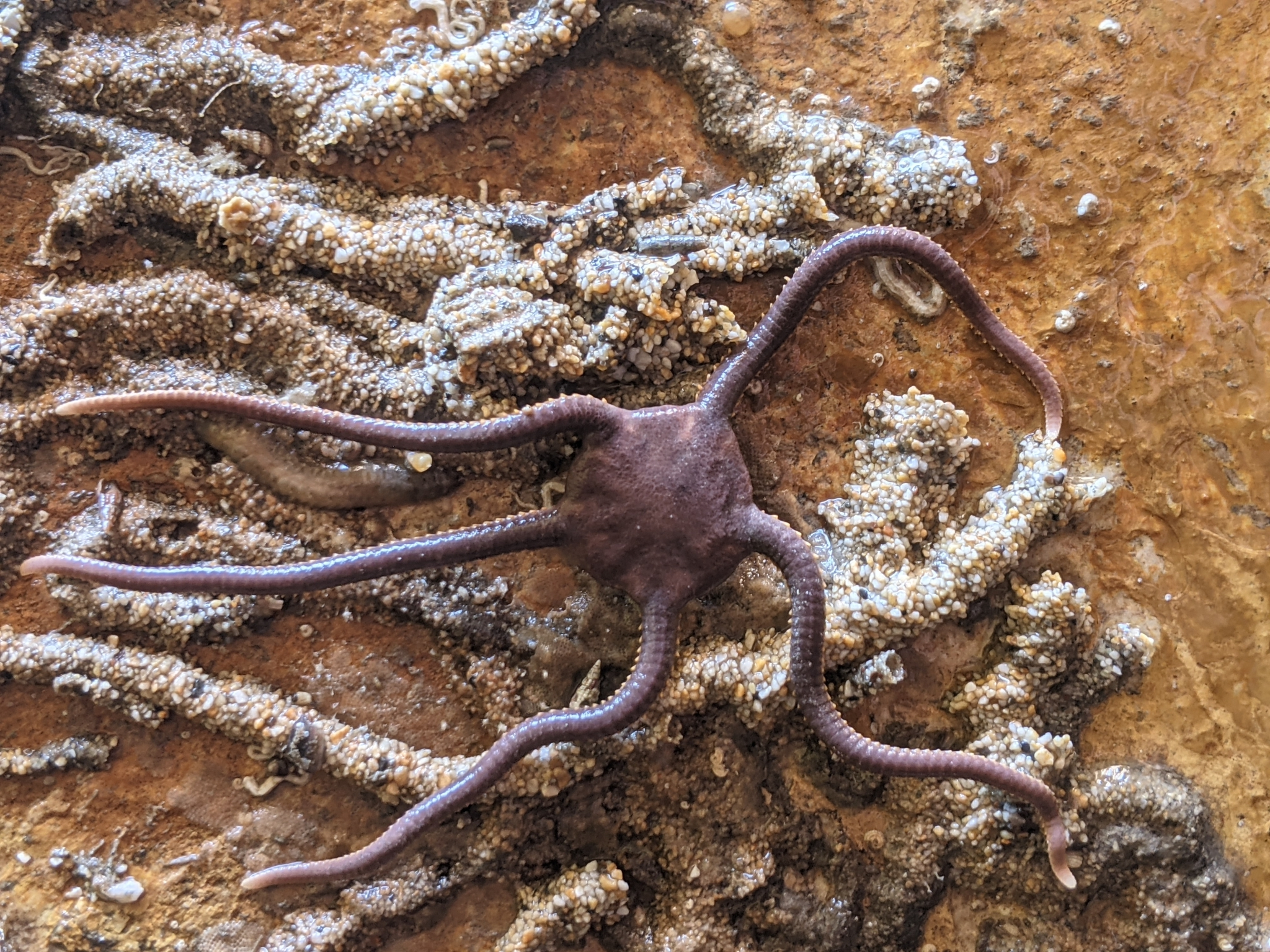
Ophioplocus esmarki
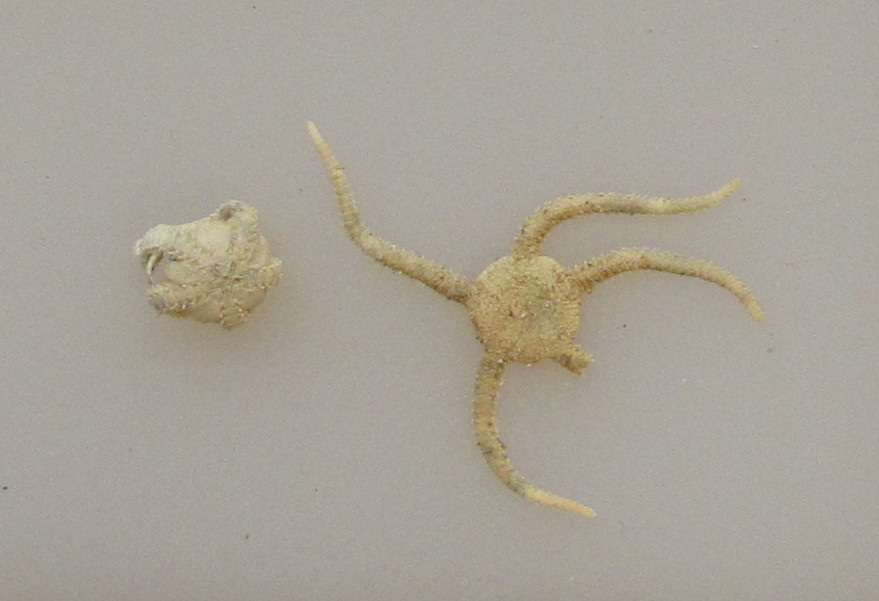
Ophioplocus huttoni
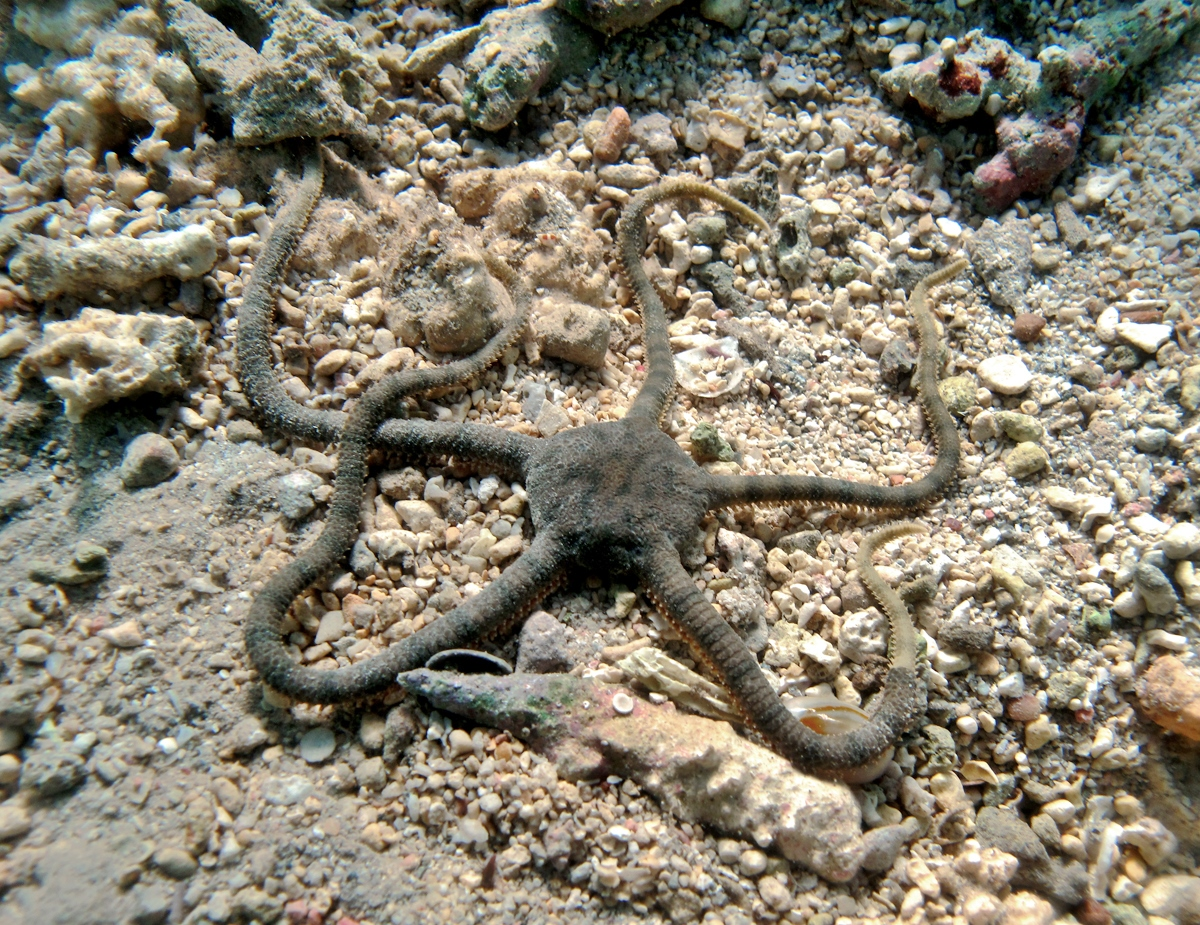
Ophioplocus imbricatus
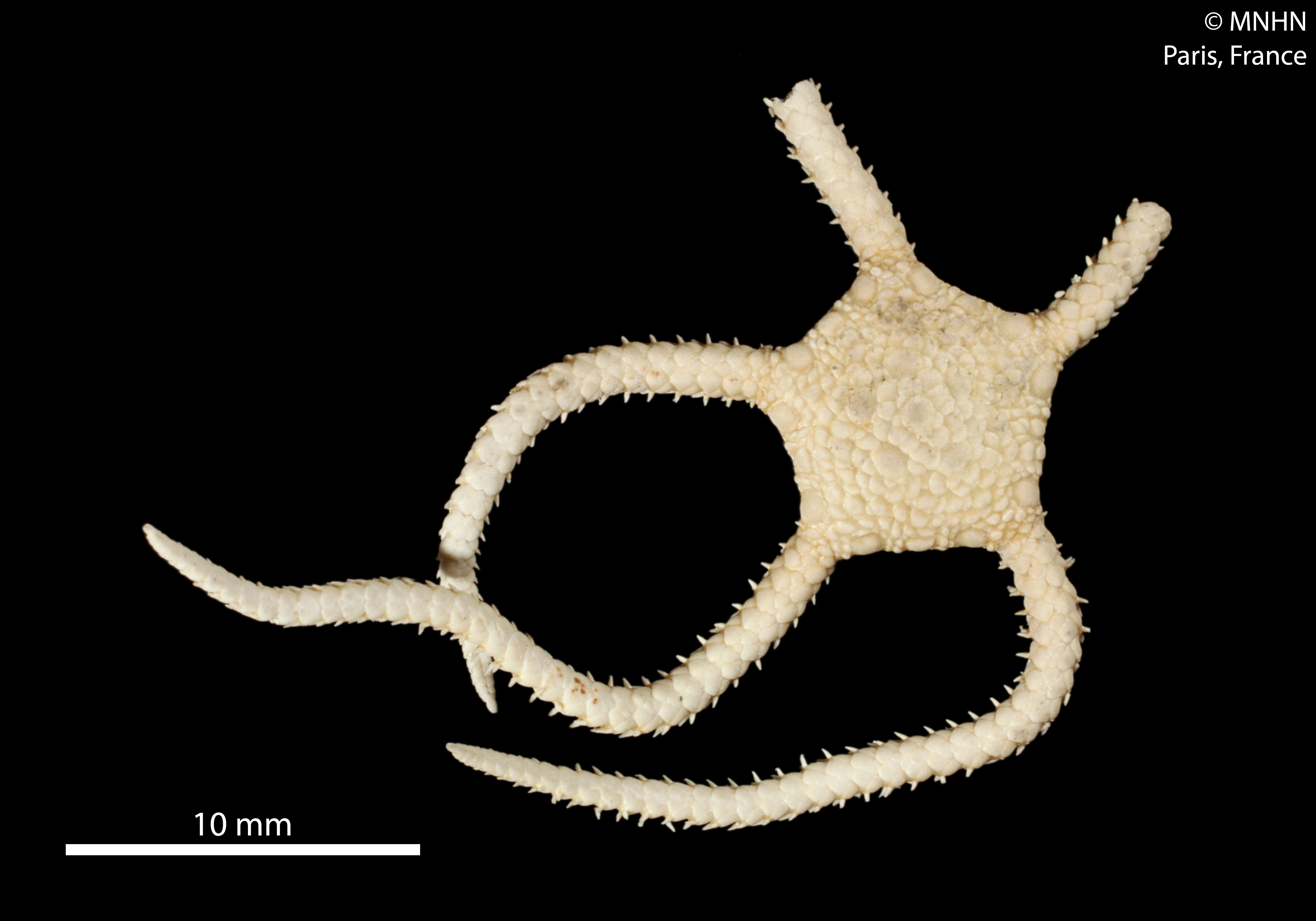
Ophioplocus incipiens
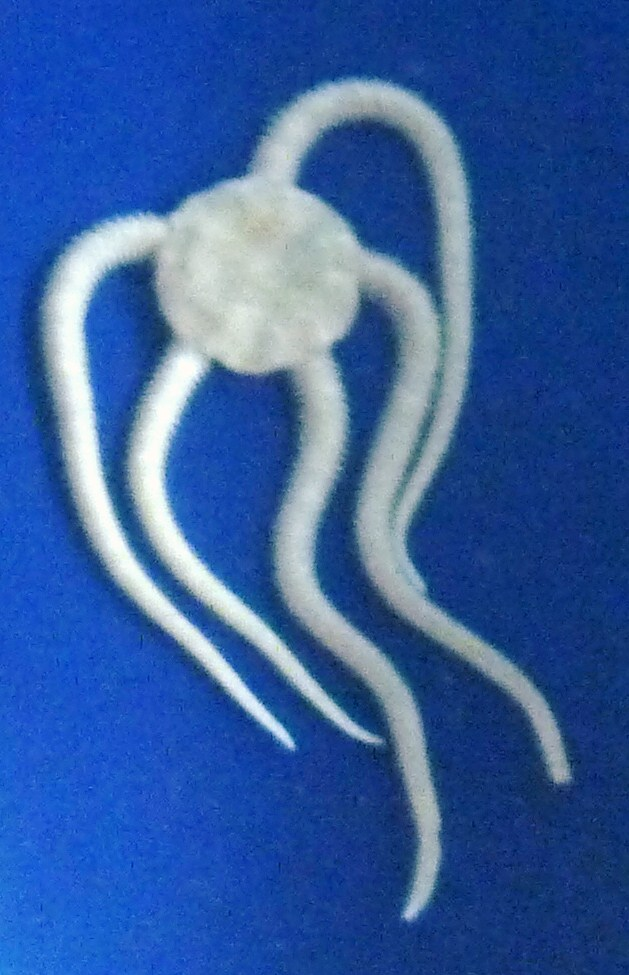
Ophioplocus japonicus
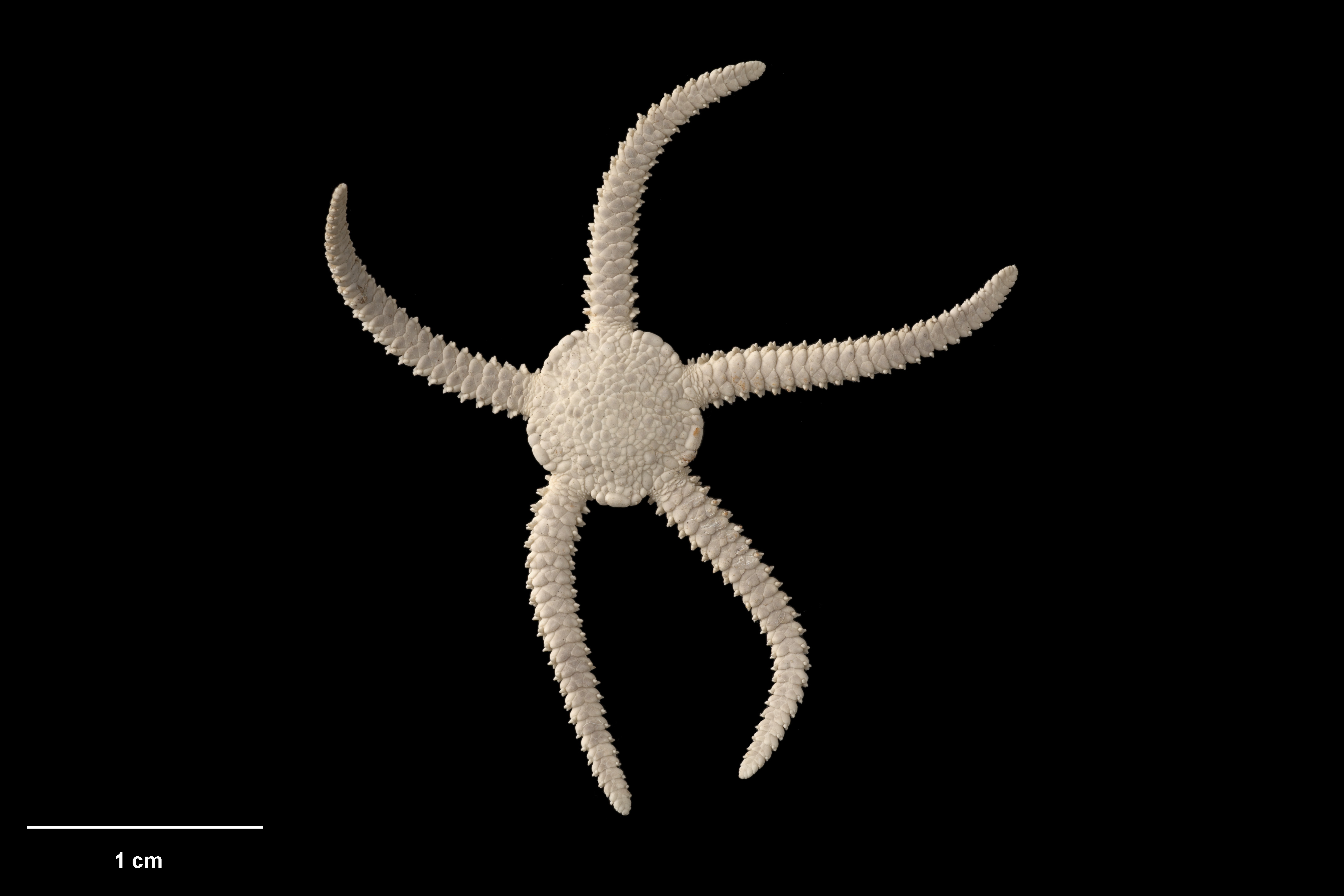
Ophioplocus marginata